# Skolbussbombningen vid Avivim
Skolbussbombningen vid Avivim, eller Avivimmassakern, var en terroristattack på en israelisk skolbuss den 22 maj 1970 som utfördes av militanta palestinier från PFLP-GC. 12 civila dödades i attacken, varav 9 skolbarn, och 25 skadades. Attacken ägde rum på vägen till moshaven Avivim, i närheten av Israels libanesiska gräns. Två raketdrivna granater (RPG) avfyrades mot bussen. Attacken var den första som utfördes av PFLP-GC.

## Attacken
Tidigt på morgonen körde bussen från Avivim i väg med sina passagerare som skulle till två lokala skolor. Rutten hade tidigare undersökts av terroristerna, som troligen var infiltrerade från Libanon, som noggrant hade planerat överfallet. Tio minuter efter att bussen hade lämnat Avivim attackerades med raketgevär från båda sidorna. Föraren dog i den första spärrelden, liksom de två andra vuxna på bussen. De tre dödades när bussen kraschade in i en vägbank, samtidigt som terroristerna fortsatte att skjuta in i fordonet.
Terroristerna greps aldrig.

### Dödsfall
Barnen, som gick i årskurs ett till tre, begravdes i Safed. Ett minnesmärke över terrorattackens offer har satts upp i mitten av moshaven.
| - Ester Avikezer, 23 - Yehuda Ohayon, 10 - Yafa Batito, 8 - Mimon Biton, 7 - Haviva Biton, 7 - Hanna Biton, 8 | - Shimon Biton, 9 - Shulamit Biton, 9 - Makhlouf Biton, 28 - Aliza Peretz, 14 - Rami Yarkoni, 29 - Shimon Azran, 35 |